# Художественная галерея Ванкувера
 Художественная галерея Ванкувера  (англ. Vancouver Art Gallery (VAG)) — пятая по величине художественная галерея Канады и крупнейшая галерея Западной Канады. Расположена по адресу: улица Хорнби, 750, Ванкувер, провинция Британская Колумбия, Канада.
В собрании галереи около 10 тысяч картин, скульптур, фотографий, гравюр, рисунков и произведений современного Канадского искусства. Основу коллекции составляют 157 работ Эмили Карр, а также картины художников группы семи, работы Джеффа Уолла и Марка Шагала.

## История
Галерея основана в 1931 году. Первоначально галерея размещалась в небольшом здании, построенном в стиле арт-деко по улице Уэст-Джорджия, 1145, всего в нескольких кварталах от её нынешнего месторасположения. Коллекция состояла в основном из работ британских художников, купленных для галереи Чарльзом Холмсом. В 1938 году галерею заняли безработные, протестующие против политики правительства, но картины при этом не пострадали. В 1945 году галерея получила в дар крупную коллекцию картин Эмили Карр.
Галерея была обновлена и расширена в 1950-е годы, а в 1960-х стала хорошо известной благодаря её открытым и инновационным программам под руководством Дорис Шадбо и Тони Эмери.
На своё нынешнее место, в бывшее здании суда провинции, галерея переехала в 1983 году после его реконструкции архитектором Артуром Эриксоном в рамках проекта по развитию площади Робсон.
Помимо постоянной экспозиции на 3850 квадратных метрах выставочных площадей регулярно проводятся выставки картин из собрания галереи и выставки произведений искусства других музеев мира.
Имеются планы перемещения галереи в другое место. В 2008 году премьер-министр Британской Колумбии Гордон Кэмпбелл объявил, что из бюджета провинции будет выделено 50 миллионов долларов для постройки нового здания галереи с целью увеличить площадь экспозиции вдвое. В настоящий момент идёт процесс отбора архитектурной фирмы и места расположения.